# Maximilian Philipp
Maximilian Marcus Philipp (ur. 1 marca 1994 w Berlinie) – niemiecki piłkarz występujący na pozycji napastnika. Wychowanek Energie Cottbus.